# Памятники фольклора народов Сибири и Дальнего Востока
«Памятники фольклора народов Сибири и Дальнего Востока» — многотомная (в планах выпуск 60 томов) академическая двуязычная книжная серия, подготовкой которой с 1983 года занимается Сектор фольклора народов Сибири Института филологии Сибирского отделения Российской академии наук (ИФЛ СО РАН)  (ранее входил в состав Объединённого института истории, филологии и философии СО РАН СССР). Инициатор создания серии — первый заведующий сектором фольклора ИФЛ СО РАН Александр Бадмаевич Соктоев (1931–1998).  Основная цель серии — научное издание избранных произведений, представляющих вершинные достижения устно-поэтического творчества народов сибирско-дальневосточного региона (в том числе славянских переселенцев: русских, украинцев, белорусов).  Единственная документальная публикация произведений фольклора более чем на 30 языках. Тексты, до сих пор малоизвестные мировой культуре, представлены на языке оригинала и в русском переводе с обязательным сохранением подлинной народной речи, диалектных форм языка. Составители делают акцент на комплексном характере издания, сочетая в работе филологический, музыковедческий, этнографический подходы. К каждому тому прилагается грампластинка (тома 1–10, 12–17, 19.) или аудио компакт-диск.
Лингвист, поэт и переводчик, профессор университета Юго-Восточной Аляски Ричард Дауэнхауэр назвал серию «наиболее впечатляющим из всех издательских гуманитарных проектов России XX века».
Разработка долгосрочного научного проекта по подготовке и изданию серии «Памятники фольклора…» является приоритетным направлением Сектора фольклора народов Сибири и сегодня. Основная задача сектора — поиск, фиксация и сохранение образцов устно-поэтического творчества народов Сибири и Дальнего Востока. В ходе сбора аудио- и видеоматериала для готовящихся томов серии сектором проведены десятки экспедиций в Корякский, Ханты-Мансийский, Ямало-Ненецкий автономные округа, в Омскую область, Красноярский край, в республики Алтай, Саха (Якутия), Тыва, Хакасия и др. После камеральной обработки фольклорно-этнографический материал размещается в томах серии.
В 2016 году в рамках совместного проекта ИФЛ СО РАН и Новосибирской государственной областной научной библиотеки (НГОНБ) все тома серии вместе с аудиоприложением были оцифрованы и теперь доступны в электронной библиотеке НГОНБ.

## Признание
В 2001 году научный коллектив «Памятников …»: Н. А. Алексеев, Е. Н. Кузьмина, С. П. Рожнова, В. М. Гацак, А. П. Деревянко, А. Н. Мыреева, М. И. Тулохонов и, посмертно, А. Б. Соктоев, был удостоен Государственной премии Российской Федерации в области науки и техники, — за цикл работ из серии «Памятники фольклора народов Сибири и Дальнего Востока» (разработка концепции академического издания и ее реализация в выпущенных в свет 18 томах).

## Состав серии

### Книги первого цикла
- № 1. Эвенкийские героические сказания: Храбрый Содани-богатырь. Всесильный богатырь Дэвэлчэн в расшитой-разукрашенной одежде / Отв. ред. тома Н. В. Емельянов, Е. П. Лебедева. — Новосибирск: Наука. Сиб. отд-ние, 1990. — 392 с. — (Памятники фольклора народов Сибири и Дальнего Востока; Т. 1). — ISBN 5-02-029389-X. (Электронная версия) Архивная копия от 21 июля 2020 на Wayback Machine
- № 2. Бурятский героический эпос: Аламжи Мэргэн молодой и его сестрица Агуй Гохон / Сказитель Елбон Шалбыков; Вступительная статья, подготовка текстов, перевод, комментарии М. И. Тулохонова; Редакторы перевода С. П. Рожнова, А. Б. Соктоев; Отв. ред. тома А. Б. Соктоев. — Новосибирск: Наука. Сиб. отд-ние, 1991. — 312 с. — (Памятники фольклора народов Сибири и Дальнего Востока; Т. 2). — 16 500 экз. — ISBN 5-02-029388-1. (Электронная версия) Архивная копия от 10 августа 2020 на Wayback Machine
- № 3. Русская эпическая поэзия Сибири и Дальнего Востока / Отв. ред. тома Б. Н. Путилов. — Новосибирск: Наука, 1991. — 504 с. — (Памятники фольклора народов Сибири и Дальнего Востока; Т. 3). — ISBN 5-02-029729-1. (Электронная версия) Архивная копия от 16 июля 2020 на Wayback Machine
- № 4. Якутский героический эпос: Кыыс Дэбилийэ / Отв. ред. тома С. Ю. Неклюдов. — Новосибирск: Наука, 1993. — 330 с. — (Памятники фольклора народов Сибири и Дальнего Востока; Т. 4). — 10 000 экз. — ISBN 5-02-029749-6. (Электронная версия) Архивная копия от 22 июля 2020 на Wayback Machine
- № 5. Бурятские волшебные сказки / Отв. ред. тома А. Б. Соктоев. — Новосибирск: Наука, 1993. — 344 с. — (Памятники фольклора народов Сибири и Дальнего Востока; Т. 5).
- № 6. Русские сказки Сибири и Дальнего Востока: Волшебные и о животных / Отв. ред. тома Е. И. Шастина. — Новосибирск: Наука, 1993. — 352 с. — (Памятники фольклора народов Сибири и Дальнего Востока; Т. 6).
- № 7. Русские сказки Сибири и Дальнего Востока: Легендарные и бытовые / Отв. ред. тома Е. И. Шастина. — Новосибирск: Наука, 1993. — 304 с. — (Памятники фольклора народов Сибири и Дальнего Востока; Т. 7). — 10 000 экз. — ISBN 5-02-029768-2.
- № 8. Тувинские народные сказки / Отв. ред. тома В. М. Гацак. — Новосибирск: Наука, 1994. — 460 с. — (Памятники фольклора народов Сибири и Дальнего Востока; Т. 8).
- № 9. Предания, легенды и мифы саха (якутов) / Отв. ред. тома Н. В. Емельянов. — Новосибирск: Наука, 1995. — 400 с. — (Памятники фольклора народов Сибири и Дальнего Востока; Т. 9).

### Книги второго цикла
- № 10. Якутский героический эпос: Могучий Эр Соготох / Отв. ред. тома Н. А. Алексеев, Н. В. Емельянов. — Новосибирск: Наука, 1996. — 440 с. — (Памятники фольклора народов Сибири и Дальнего Востока; Т. 10).
- № 11. Нанайский фольклор: Нингман, сиохор, тэлунгу / Отв. ред. тома Е. П. Лебедева, Л. Е. Фетисова. — Новосибирск: Наука, 1996. — 480 с. — (Памятники фольклора народов Сибири и Дальнего Востока; Т. 11). — 3000 экз. — ISBN 5-02-029761-5.
- № 12. Тувинские героические сказания: Хунан-Кара. Боктуг-Кириш, Бора-Шэлей / Отв. ред. тома В. М. Гацак. — Новосибирск: Наука, 1997. — 584 с. — (Памятники фольклора народов Сибири и Дальнего Востока; Т. 12). — 3000 экз. — ISBN 5-02-030899-4.
- № 13. Русский календарно-обрядовый фольклор Сибири и Дальнего Востока: Песни. Заговоры / Отв. ред. тома Т. Г. Леонова. — Новосибирск: Наука, 1997. — 600, [2] с. — (Памятники фольклора народов Сибири и Дальнего Востока; Т. 13). — 3000 экз. — ISBN 5-02-030895-1.
- № 14. Русские лирические песни Сибири и Дальнего Востока / Отв. ред. тома Ю. И. Смирнов. — Новосибирск: Наука, 1997. — 524 с. — (Памятники фольклора народов Сибири и Дальнего Востока; Т. 14).
- № 15. Алтайские героические сказания: Очи-Бала. Кан-Алтын / Отв. ред. тома В. М. Гацак. — Новосибирск: Наука, 1997. — 668 с. — (Памятники фольклора народов Сибири и Дальнего Востока; Т. 15).
- № 16. Хакасский героический эпос: Ай-Хуучин / Отв. ред. тома Х. Г. Короглы. — Новосибирск: Наука, 1997. — 480 с. — (Памятники фольклора народов Сибири и Дальнего Востока; Т. 16).
- № 17. Шорские героические сказания: Кан Перген. Алтын Сырык / Отв. ред. тома Х. Г. Короглы. — М.-Новосибирск: Наука, 1998. — 464 с. — (Памятники фольклора народов Сибири и Дальнего Востока; Т. 17). — 2000 экз. — ISBN 5-02-011708-0, ISBN 5-02-030869-2.
- № 18. Фольклор удэгейцев: Ниманку, тэлунгу, ехэ / Отв. ред. тома Е. П. Лебедева, Ю. И. Смирнов. — Новосибирск: Наука, 1998. — 562 с. — (Памятники фольклора народов Сибири и Дальнего Востока; Т. 18). — 1000 экз. — ISBN 5-02-030876-5.

### Книги третьего цикла
- № 19. Фольклор долган / Отв. ред. тома Е. И. Убрятова, Н. А. Алексеев. — Новосибирск: Изд-во Института археологии и этнографии СО РАН, 2000. — 448 с. — (Памятники фольклора народов Сибири и Дальнего Востока; Т. 19). — 1000 экз. — ISBN 5-7803-0058-5.
- № 20. Бурятские народные сказки: О животных. Бытовые / Отв. ред. тома А. Б. Соктоев. — Новосибирск: Наука, 2000. — 304 с. — (Памятники фольклора народов Сибири и Дальнего Востока; Т. 20).
- № 21. Алтайские народные сказки / Отв. ред. тома В. М. Гацак. — Новосибирск: Наука, 2002. — 456 с. — (Памятники фольклора народов Сибири и Дальнего Востока; Т. 21). — 1700 экз. — ISBN 5-02-031839-6.
- № 22. Русский семейно-обрядовый фольклор Сибири и Дальнего Востока: Свадебная поэзия. Похоронная причеть / Отв. ред. тома Т. Г. Леонова. — Новосибирск: Наука, 2002. — 552 с. — (Памятники фольклора народов Сибири и Дальнего Востока; Т. 22).
- № 23. Фольклор ненцев: В записях 1911, 1913, 1946, 1953, 1965-1987 годов / Отв. ред. тома Б. Н. Путилов, В. М. Гацак. — Новосибирск: Наука, 2001. — 504 с. — (Памятники фольклора народов Сибири и Дальнего Востока; Т. 23).
- № 24. Обрядовая поэзия саха (якутов) / Отв. ред. тома Н. В. Емельянов. — Новосибирск: Наука, 2003. — 512 с. — (Памятники фольклора народов Сибири и Дальнего Востока; Т. 24).
- № 25. Фольклор юкагиров / Отв. ред. тома А. Е. Аникин. — Новосибирск: Наука, 2005. — 594 с. — (Памятники фольклора народов Сибири и Дальнего Востока; Т. 25).
- № 26. Мифы, сказки, предания манси (вогулов): В записях 1889, 1951, 1958-1960, 1968, 1978, 1992, 2002 годов / Отв. ред. тома Е. Н. Кузьмина. — Новосибирск: Наука, 2005. — 475 с. — (Памятники фольклора народов Сибири и Дальнего Востока; Т. 26). — 1000 экз. — ISBN 5-02-032380-2.
- № 27. Якутские народные сказки / Отв. ред. тома Н. В. Емельянов, Ю. И. Смирнов. — Новосибирск: Наука, 2008. — 462 с. — (Памятники фольклора народов Сибири и Дальнего Востока; Т. 27).

### Книги четвертого цикла
- № 28. Мифы, легенды, предания тувинцев / Отв. ред. тома В. В. Илларионов. — Новосибирск: Наука, 2010. — 372 с. — (Памятники фольклора народов Сибири и Дальнего Востока; Т. 28).
- № 29. Фольклор шорцев: В записях 1911, 1925-1930, 1959-1960, 1974, 1990-2007 годов / Отв. ред. тома Е. Н. Кузьмина. — Новосибирск: Наука, 2010. — 608 с. — (Памятники фольклора народов Сибири и Дальнего Востока; Т. 29).
- № 30. Несказочная проза алтайцев / Отв. ред. тома Н. А. Алексеев. — Новосибирск: Наука, 2011. — 576 с. — (Памятники фольклора народов Сибири и Дальнего Востока; Т. 30).
- № 31. Фольклор белорусов Сибири и Дальнего Востока. Ч. 1: Семейно-обрядовые песни и причитания / Отв. ред. тома В. М. Гацак. — Новосибирск: Наука, 2011. — 548 с. — (Памятники фольклора народов Сибири и Дальнего Востока; Т. 31).
- № 32. Обрядовая поэзия и песни эвенков / Отв. ред. тома Т. Е. Андреева. — Новосибирск: Гео, 2014. — 488, [8] с. — (Памятники фольклора народов Сибири и Дальнего Востока; Т. 32).
- № 33. Хакасские народные сказки / Отв. ред. тома Т. М. Садалова. — Новосибирск: Омега Принт, 2014. — 770 с. — (Памятники фольклора народов Сибири и Дальнего Востока; Т. 33).
- № 34. Несказочная проза хакасов / Отв. ред. тома Е. Н. Кузьмина. — Новосибирск: Наука, 2016. — 540 с. — (Памятники фольклора народов Сибири и Дальнего Востока; Т. 34).